# Гиртоп (Кантемірський район)
Гиртоп (рум. Hîrtop) — село в Кантемірському районі Молдови. Входить до складу комуни, адміністративним центром якої є село Плопь.